# (35572) 1998 HW6
1998 إتش دابليو 6 (ويعرف أيضًا باسم (35572) 1998 إتش دابليو 6 وفق تسمية الكوكب الصغير) (بالإنجليزية: 1998 HW6)‏ هو كويكب ضمن حزام الكويكبات؛ وترتيبه 35572 من حيث الاكتشاف.
اكتُشف هذا الجُرم الفلكي بواسطة تاكيشي أوراتا ‏ في 19 أبريل 1998.

## وصلات خارجية
- (35572) 1998 HW6 في قاعدة بيانات مختبر الدفع النفاث لأجرام النظام الشمسي الصغيرة

- الاكتشاف · مخطط المدار ·  العناصر المدارية · المعلمات المادية

- (35572) 1998 HW6 على موقع ويكي سكاي: DSS2, SDSS, GALEX, IRAS, Hydrogen α, X-Ray, Astrophoto, Sky Map, Articles and images